# Katia Bakalinskaja
Katia Bakalinskaja (קאַטיאַ בּאַקאַלינסקאַיאַ, po mężu Michaeli – קטיה מיכאלי) (ur. 6 września 1910 w Odessie, zm. 1998 w Tel Awiwie) – tancerka żydowskiego pochodzenia, założycielka szkoły tańca w Gdańsku działającej w latach 1934–1938.

## Życiorys
Jej ojciec Lejb Gierszkow Bakaliński miał w Odessie piekarnię i sklep kolonialny z przyprawami spoza Europy. Rodzina przeniosła się do Gdańska.
Bakalinskaja wstąpiła do szkoły tańca Mary Wigman w Berlinie, będąc pod wrażeniem występów jej zespołu 14 lutego 1926 w Stadt-Theater na Targu Węglowym w Gdańsku. W latach 1928–1929 uczyła się u Margarete Wallmann. Została jedną z głównych tancerek w zespole Wigman. W latach 1933–1934 pojechała z zespołem w tournée po Stanach Zjednoczonych.
Gdy wróciła do Gdańska, założyła własną szkołę tańca. Występowała w gdańskim Kulturbundzie (Żydowski Związek Kulturalny). Jeździła z recitalami tanecznymi po Polsce.
W 1938 nielegalnie wyjechała do Palestyny. W Tel Awiwie otworzyła studio taneczne. Prowadziła je do lat 80. XX w.
Została pochowana na cmentarzu Yarkon w Tel Awiwie.